# Lftp
lftp est un programme en ligne de commande de transfert de fichiers pour Unix et systèmes d'exploitation apparentés. Il a été écrit par Alexandre Lukyanov et est distribué sous Licence publique générale GNU.

## Fonctionnalités
En plus du protocole FTP et HTTP en Ipv4 et Ipv6, ce programme gère également le FTPS, HTTPS, HFTP, FISH (en) (c'est-à-dire sensiblement SCP), FXP et le sFTP en spécifiant le protocole voulu dans l'URL.
En plus des fonctionnalités communes aux clients FTP avancés tel que la possibilité de répliquer une arborescence entière de répertoires, d'enregistrer des adresses dans des signets ou de pouvoir reprendre un téléchargement arrêté, lftp permet de:
- planifier des transferts;
- gérer la bande-passante;
- gérer une file d'attente des transferts;
- d'utiliser le protocole Bittorrent dans les deux sens;
- d'utiliser le protocole FISH (en).

lftp permet aussi de contrôler des tâches via la ligne de commande à la manière des systèmes d'exploitation Unix. Le client peut être entièrement contrôlé par un script au lieu d'être utilisé de manière interactive par l'utilisateur.

## Développement

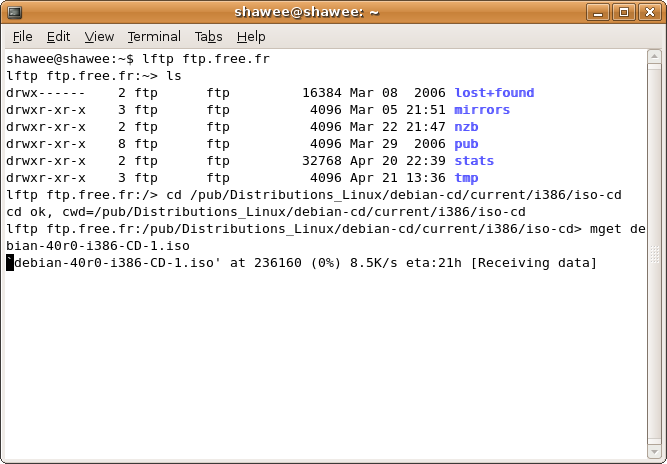
Exemple de session ftp avec lftp.

lftp était à ses débuts un programme qui faisait partie d'un paquet nommé Ftpclass (annoncé le 1er août 1996 sur relcom.tcpip). Ce programme a grandi jusqu'à devenir assez avancé et a été renommé lftp en février 1997. Les qualités originelles voulues étaient une grande robustesse, la possibilité de reprendre des transferts interrompus et l'accélération du temps de transferts en parallélisant les connexions. Un peu plus tard la fonction de réplications d'arborescence de répertoires a été ajoutée.

## Failles de sécurité
- Décembre 2003: Concerne toutes les versions de la 2.3.0 à la 2.6.9. Le problème fut réglé par la version 2.6.10[5].